# Iași Open 2022
Iași Open 2022 a fost un turneu de tenis profesionist care s-a jucat pe terenuri cu zgură, în aer liber. A fost cea de-a treia ediție a turneului masculin care a făcut parte din ATP Challenger Tour 2022, și prima ediție a turneului feminin care a făcut parte din turnee WTA 125 din 2022. A avut loc la Iași, România în perioada 11 – 17 iulie 2022 pentru bărbați și între 1 și 7 august pentru femei.